# Motorvägar i Turkiet
Motorvägarna i Turkiet har i hög grad planerats centralt med lite större perspektiv. Därför finns det en motorväg Edirne (vid Bulgariens gräns)-Istanbul-Ankara, runt 600 km, men inte så mycket i övrigt. Såsom i många europeiska länder har motorvägarna egna nummer, trots att motorvägarna ofta är korta och bilisterna ofta får byta vägnummer. De namnges med bokstaven O och ett nummer, efter det turkiska ordet Otoyol som betyder motorväg. Trots att den största delen av Turkiet ligger i Asien, så finns det i Europavägar i hela Turkiet, varav vissa går helt inom den stora asiatiska delen av landet. De längre motorvägarna följer vanligtvis Europavägarna.
- E80/O-2 förbifart Istanbul

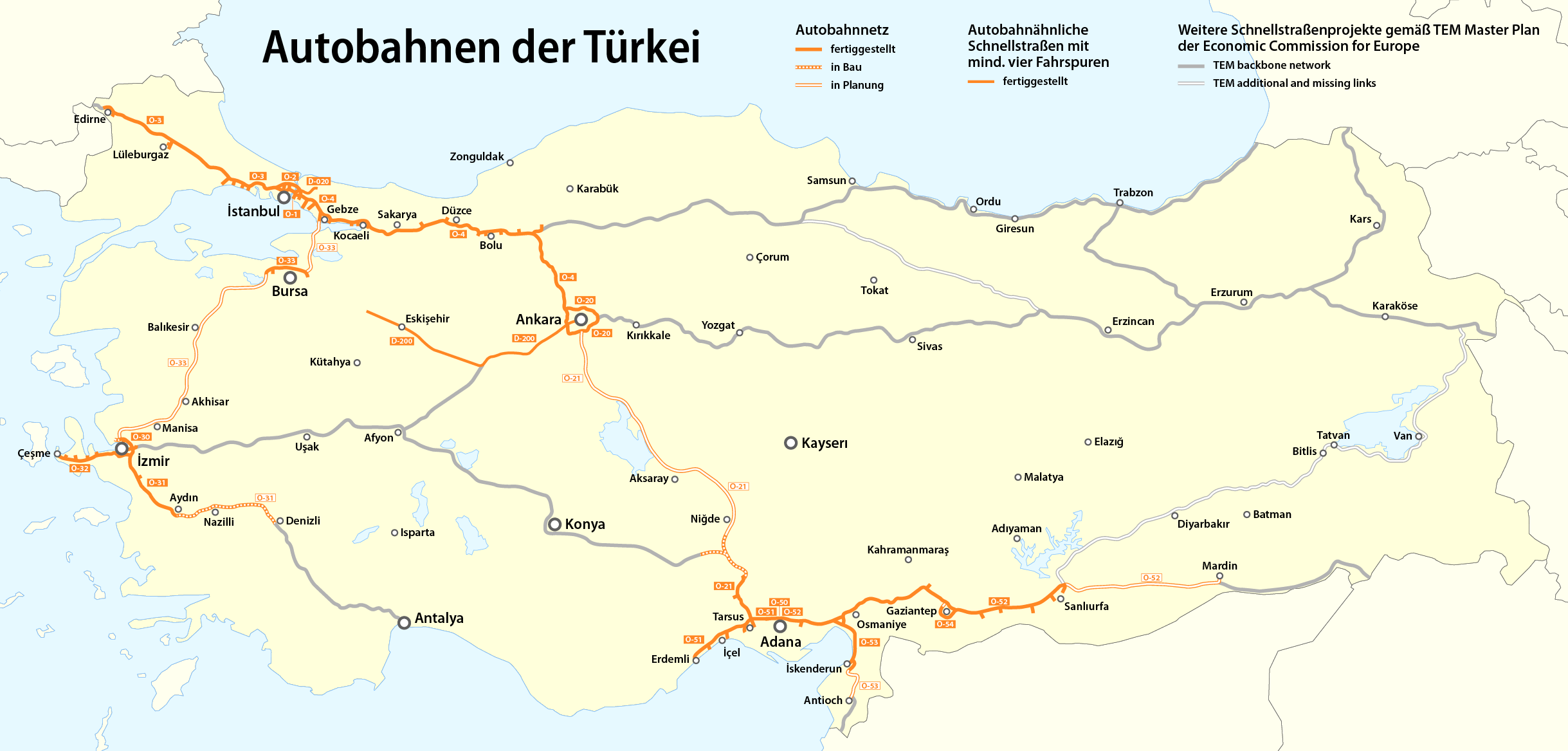

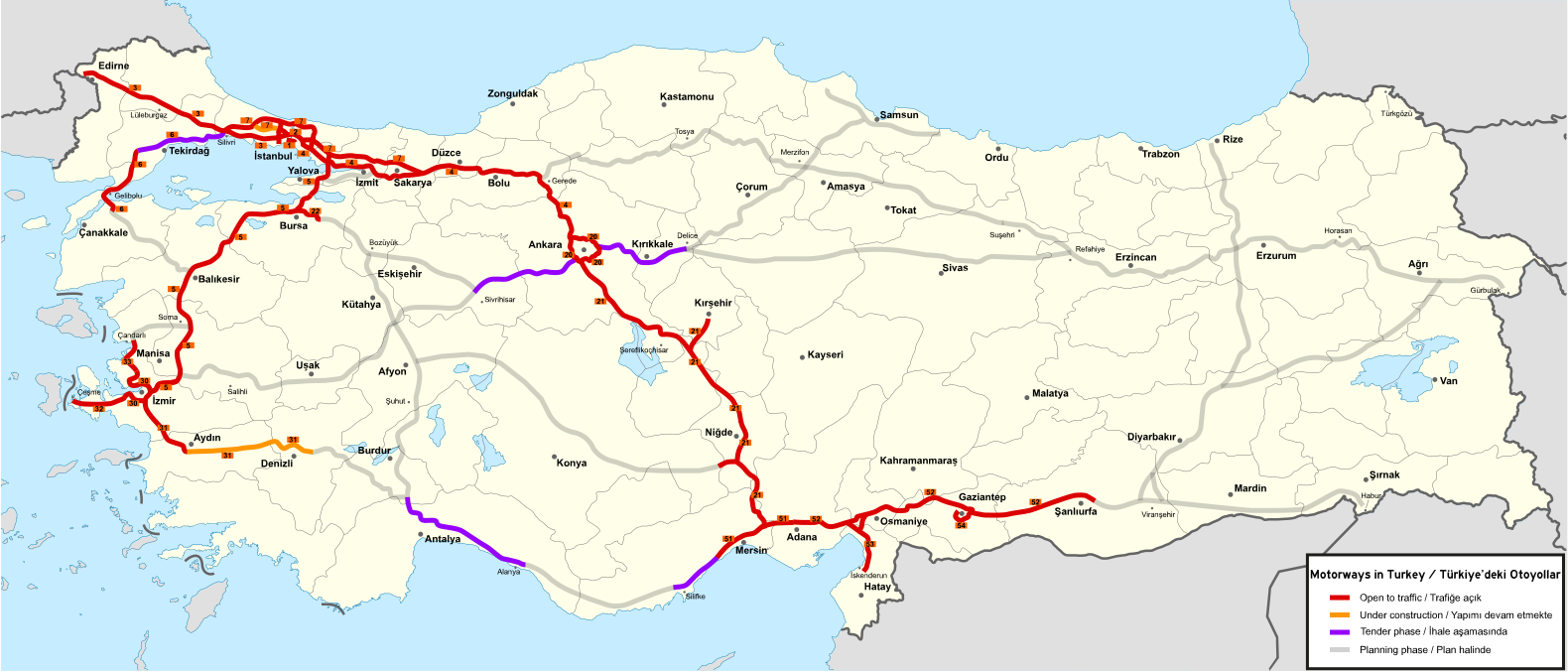

- E80/O-3 Edirne(vid Bulgariens gräns)-Istanbul
- E80/E89/O-4 Istanbul-Ankara

Sträckan Istanbul-Ankara har tre körfält per riktning hela vägen.
- E87/O-31 kring Izmir och till Nazilli
- E90/O-33 Bursa - Balıkesir - Manisa - İzmir
- E90/O-52 Adana-Osmaniye-Gaziantep-Şanlıurfa
- E91/O-53 Ceyhan-Iskenderun
- E982/O-51 Mersin-Tarsus
- O-30/O-32 Çesme-Izmir
- En del ytterligare motorvägar kring Istanbul
- O-20 Ringväg runt Ankara. Den har fyra körfält per riktning

## Utbyggnadsplaner
- E90/O-21 Ankara-Adana. Bygge har påbörjats. Det förväntas vara klart innan 2015. Det skulle skapa kontinuerlig motorväg från Edirne (vid Bulgarien) till Iskenderun (ganska nära Syriens gräns).
- E90 Gaziantep-Şanlıurfa
- E881 Bursa-Izmir